# Природний заповідник Курм
Природний заповідник Курм — національний природний заповідник у мухафазі Маскат в Омані. Заповідник розташований на узбережжі невеликого лиману в Оманській затоці і охороняє мангровий ліс та навколишні водно-болотні угіддя в передмісті Курма. Заповідник заснований у 1975 році, з 1994 року визнаний важливою орнітологічною територією, а з 2013 року – Рамсарським водно-болотним угіддям міжнародного значення.

## Опис
Природний заповідник Курм розташований поблизу міста Курм у вілаяті Баушар у мухафазі Маскат на північному сході Оману. І місто, і заповідник названі на честь місцевих білих мангрів (араб. القرم, al-qurm), які домінують у прибережній екосистемі. Заповідник заснований у 1975 році указом султана Кабуса бін Саїда  і охороняє територію площею приблизно 172 га навколо гирла та колишньої дельти річки Ваді-Адай, між узбережжя Оманської затоки та підніжжя гір Хаджар. У 1994 році заповідник був визнаний важливою орнітологічною територією, а 19 квітня 2013 року 106,8 га у нижній частині заповідника було визнано водно-болотним угіддям міжнародного значення відповідно до Рамсарської конвенції. 
Рухаючись на південний схід від узбережжя вглиб країни, заповідник охоплює пляжну зону, яка підіймається до прибережних дюн, що відокремлюють пляж від себхи — прибережних мулистих мілин, порізаних припливними каналами та ярами. Далі за ними лежить алювіальна рівнина, пісок та гравій на якій був відкладений ваді. Ще далі на південь та північний схід виступають карстові скелі.
У межах припливних мілин прісна вода з декількох ваді та підземних джерел змішується з солоною водою, яка надходить через два головні припливні канали, утворюючи полігалінне солонувате середовище, яке підтримує високий рівень біорізноманіття. В регіоні панує характерний для Оману спекотний пустельний клімат, коли води більше випаровується, ніж випадає у вигляді опадів.

## Флора і фауна
На зовнішніх прибережних дюнах росте трава Halopyrum mucronatum, яку у менш засолених частинах внутрішніх дюн замінює Sphaerocoma hookeri, а у більш засолених областях — Suaeda fruticosa, Cistanche phelypaea та Suaeda vermiculata. У захищених западинах серед дюн зустрічаються угруповання Lotus garcinii, Cyperus conglomeratus та Heliotropium ramosissimum. У припливних каналах, ярах та в інших заглибленнях, які заповнюються водою під час припливів, ростуть густі мангрові ліси, основу яких складають білі мангри (Avicennia marina). На вологих, піщаних, солончакових ґрунтах себхи безпосередньо за зоною припливу ростуть Suaeda aegyptiaca, S. fruticosa, Cressa cretica, Aeluropus lagopoides, Halopeplis perfoliata, Arthrocaulon macrostachyum, Tetraena qatarensis та інші галофіти.
На помірно дренованих алювіальних рівнинах над себхою поширені рідколісся, основу яких складають зонтичні акації (Vachellia tortilis), дерева гаф (Prosopis cineraria), колючі зизифуси (Ziziphus spina-christi), жовті акації (Vachellia flava), а також чагарники арабської пустельної колючки (Lycium shawii) та колючкуватого мітельника (Bassia muricata). На кам'янистих пагорбах на півдні та північному сході ростуть ті ж дерева та кущі, що й на алювіальних рівнинах, а також зустрічаються такі дерева, як ларський молочай (Euphorbia larica), африканське миррове дерево (Commiphora myrrha), чіпка гревія (Grewia tenax) та арабський охраденус (Ochradenus arabicus), кущі Cleome brachycarpa, Cometes surattensis, Leucas inflata, Plocama hymenostephana, Seddera latifolia і Vernonia arabica та трава Cenchrus pennisetiformis. У східній частині заповідника знаходиться покинутий гай фінікових пальм (Phoenix dactylifera), які змішалися з дикою рослинністю.
Серед водних тварин, що зустрічаються у водно-болотних угіддях заповідника, слід відзначити різноманітних крабів, зокрема Gelasimus vocans, Uca lactea та Uca tetragonon, які живуть у мангрових болотах, Scylla serrata, Portunus pelagicus, Callinectes sapidus, Thalamita sp. та Grapsus tenuicrustatus, які живуть у мангрових каналах, та Ashtoret lunaris і Ocypode saratan, які живуть у припливних каналах та на пляжах. До відомих видів молюсків належать капюшонові устриці, що прикріплюються до повітряних коренів мангрових дерев, та мангрові тенебралії, які живуть в мулі між манграми. У водно-болотних угіддях мешкає багато видів риб, зокрема арабські афаніуси (Aphaniops dispar), трисмугі терапони (Terapon jarbua), бички та звичайні герреси (Gerres oyena). Крім того, заповідник є місцем годівлі та нагулу для кефалей, великооких луціанів (Lutjanus lutjanus), пузанків, ставрид та морських лящів, а також для промислово важливих видів креветок. Листям мангрових дерев живляться різноманітні морські детритофаги.
В ході одного дослідження в заповіднику було зареєстровано близько двохсот видів птахів, зокрема морського пісочника (Anarhynchus alexandrinus), звичайного мартина (Chroicocephalus ridibundus), аравійського крячка (Sterna repressa), жовтоногого мартина (Larus cachinnans), чорногрудого побережника (Calidris alpina), малого грицика (Limosa lapponica), перського баклана (Phalacrocorax nigrogularis), рожевокрилого фламінго (Phoenicopterus roseus), малого побережника (Calidris minuta), звичайного крем'яшника (Arenaria interpres) та тонкодзьобого мартина (Chroicocephalus genei). Наземна фауна заповідника включає аравійську руду лисицю (Vulpes vulpes arabica) та карликову піщанку (Gerbillus nanus). Вважається, що морські черепахи часто відвідували цю територію до нещодавнього збільшення присутності людей.

## Природоохоронна цінність
Природний заповідник Курм охороняє один із найбільших мангрових лісів в екорегіоні пустель та напівпустель Оманської затоки та підтримує існування різноманітних морських і наземних диких тварин і рослин. Внаслідок припливів із заповідника в море потрапляють планктон і детрит, таким чином підтримуючи морські екосистеми у прилеглих прибережних водах. Надходження поживних речовин збільшує морську продуктивність та опосередковано підтримує популяції промислово важливих видів риб. Оман лежить на Центральноазійсько-Індійському пролітному шляху, по якому щороку мігрують перелітні птахи. Природний заповідник Курм, як і інші естуарії, забезпечує місця, де водно-болотні птахи можуть відпочивати та шукати їжу під час міграції. Мангрові ліси також сприяють захисту берегової лінії від тропічних штормів та покращують якість води, утримуючи та фільтруючи стік.
Археологічні дослідження виявили докази присутності людей на нинішній території заповідника ще 6000 років тому. Ці люди сезонно добували устриць та інших молюсків у мангрових лісах.